# Wish You Were Gay
"Wish You Were Gay" là đĩa đơn thứ tư trong album phòng thu đầu tay của ca sĩ người Mỹ Billie Eilish When We All Fall Asleep, Where Do We Go? (2019). Nó được viết bởi Eilish và anh trai cô Finneas O'Connell, và anh cô là người chịu trách nhiệm sản xuất. Bài hát được phát hành dưới dạng đĩa đơn thứ tư trong album vào ngày 4 tháng 3 năm 2019, thông qua Darkroom và Interscope Records. "Wish You Were Gay" là một bản nhạc pop theo phong cách jazz kết hợp với guitar acoustic và những tiếng vỗ tay khi bài hát kết thúc. Eilish cho biết những câu từ của bài hát không có ý xúc phạm cộng đồng LGBT theo bất kỳ cách nào. Cô cho biết lời bài hát là những cảm xúc của cô đối với người mình thích nhưng anh ấy không có cảm xúc gì với cô nên cô đã muốn anh ấy gay đi cho rồi. 
Một số nhà phê bình đã so sánh "Wish You Were Gay" với một bài hát năm 2007 là "Ur So Gay" của Katy Perry. Bài hát đạt vị trí thứ 31 trên US Billboard Hot 100 và lọt vào top 5 các bảng xếp hạng ở Úc, Latvia, Lithuania và New Zealand. Bái hát nhận được một số chứng nhận, bao gồm cả chứng nhận đĩa bạch kim tại Hoa Kỳ bởi hiệp hội Hiệp hội Công nghiệp Ghi âm Hoa Kỳ (RIAA). Eilish đã biểu diễn bài hát trong When We All Fall Asleep Tour (2019) và Where Do We Go? World Tour (2020).

## Hoàn cảnh
Billie Eilish tuyên bố rằng cô đã viết "Wish You Were Gay" khi mới 14 tuổi. Eilish giới thiệu bài hát lần đầu trên nền tảng xã hội Instagram của cô ấy vào tháng 7 năm 2018.